# 90892 Betlémská kaple
(90892) Betlémská kaple, denumire internațională (90892) Betlemska kaple, este un asteroid din centura principală de asteroizi.

## Descriere
90892 Betlémská kaple este un asteroid din centura principală de asteroizi. A fost descoperit pe 16 ianuarie 1997 la Observatorul Kleť de Miloš Tichý. Asteroidul prezintă o orbită caracterizată de o semiaxă mare de 2,81 ua, o excentricitate de 0,03 și o înclinație de 3,8° în raport cu ecliptica.